# 杨祖培
杨祖培（1964年5月—），女，浙江湖州人，陕西师范大学副校长。
杨祖培主要从事无机材料合成制备技术、新型功能陶瓷材料、电子信息材料等领域的材料研究与器件开发工作。
1987年，于西北大学化学系获得理学硕士学位。2000年3月，于西北工业大学材料学专业获得工学博士学位。2012年，任陕西师范大学校长助理。2015年1起，任陕西师范大学党委常委、副校长。